# Jens Spahn

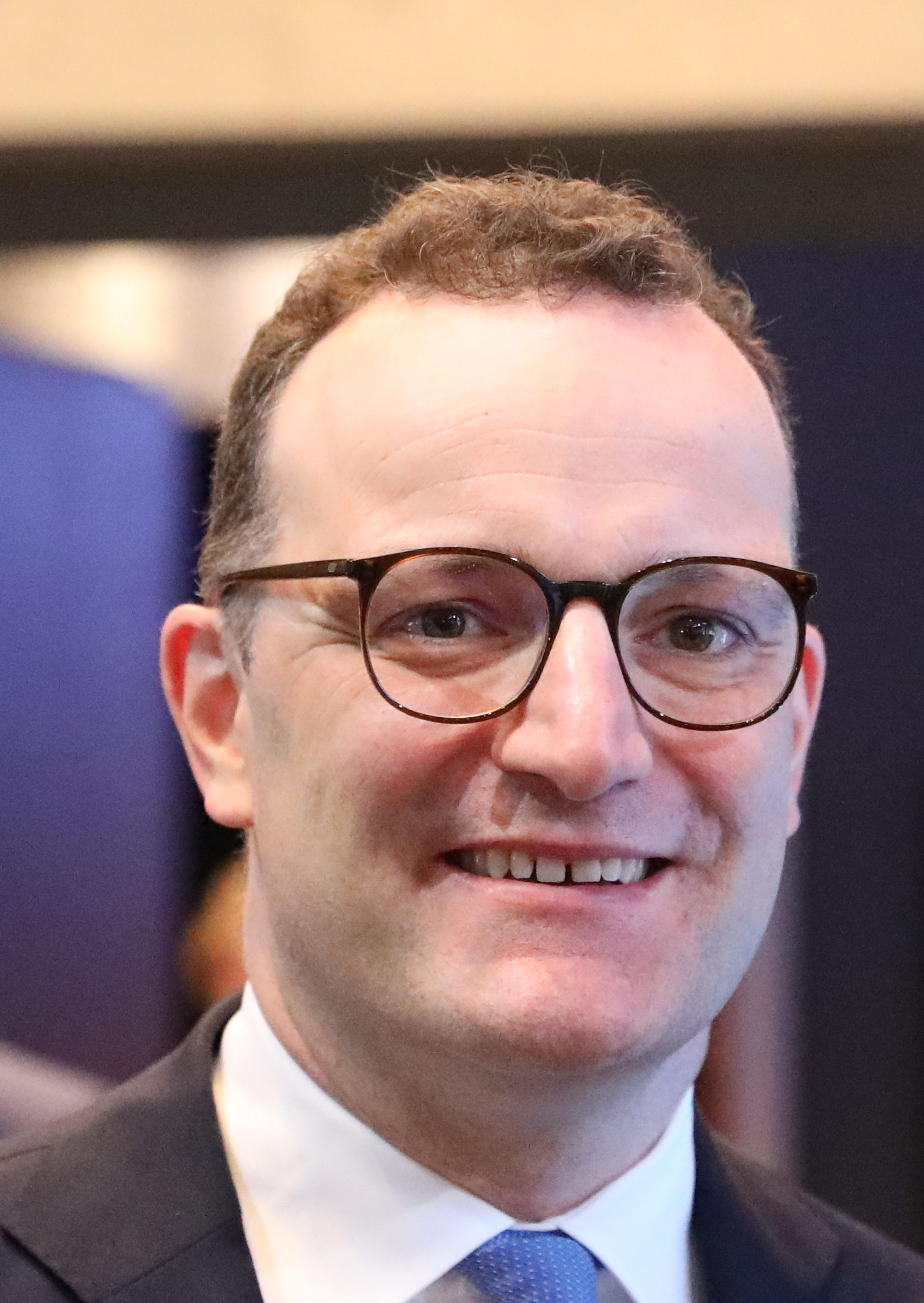
Jens Spahn (2025)

Jens Georg Spahn (* 16. Mai 1980 in Ahaus) ist ein deutscher Politiker (CDU). Seit 2002 ist er Mitglied des Deutschen Bundestages und seit Mai 2025 Fraktionsvorsitzender der CDU/CSU-Bundestagsfraktion. 
Von 2015 bis 2018 war er Parlamentarischer Staatssekretär beim Bundesminister der Finanzen und im Anschluss bis 2021 Bundesminister für Gesundheit im Kabinett Merkel IV. Seit 2014 ist er Mitglied des CDU-Präsidiums, von Januar 2021 bis Januar 2022 als einer der stellvertretenden CDU-Vorsitzenden.

## Herkunft, Ausbildung und Privates
Spahn wuchs mit seinen zwei jüngeren Geschwistern im Dorf Ottenstein auf, einem Ortsteil von Ahaus im Kreis Borken im Norden des Westmünsterlandes. Nach dem Abitur 1999 an der Bischöflichen Canisiusschule in Ahaus absolvierte Spahn eine Ausbildung zum Bankkaufmann bei der Westdeutschen Landesbank in Münster, die er 2001 mit dem IHK-Abschluss beendete. Danach war er Angestellter bis zu seinem Einzug in den Bundestag im Jahr 2002.
Von 2003 bis 2017 studierte Spahn neben seiner Tätigkeit als Bundestagsabgeordneter Politikwissenschaft an der Fernuniversität Hagen und erwarb 2008 den Bachelor of Arts, 2017 den Master of Arts.
Im Jahr 2012 wurde er von Friends of Europe unter die „40 under 40 – European Young Leaders“ gewählt. Spahn absolvierte das „Young Leader Program“ für aufstrebende Führungskräfte in Politik und Wirtschaft, ein Partnerprojekt der Atlantik-Brücke und des American Council on Germany. Im Juni 2017 war Spahn Teilnehmer der Bilderberg-Konferenz in Chantilly im US-Bundesstaat Virginia.
Sein „erstes und letztes Interview“ über seine Homosexualität gab er 2012 dem Spiegel-Magazin. Er erklärte darin, er definiere sich als Politiker nicht über das Schwulsein und mache demnach „keine schwule Klientelpolitik“, sondern wolle „als Gesundheitsexperte die Probleme unserer Zeit lösen“. Die Bezeichnung queer lehnt Spahn ab.
Spahn lebt in Berlin-Dahlem. 2017 heiratete Spahn auf Schloss Borbeck in Essen Daniel Funke. Die Trauung nahm der Essener Oberbürgermeister Thomas Kufen vor. Funke ist seit September 2019 Hauptstadt-Büroleiter der Burda Magazine Holding und deren Lobbyist; zuvor war Funke ab 2012 Leiter des Bunte-Hauptstadtbüros.
Spahn war in seiner Jugend Ministrant und ist römisch-katholisch. 2020 äußerte er sich im Interview mit dem Magazin Focus: „Die Kirche ist ein Teil von mir, auch wenn sie mich manchmal ärgert“, da er als homosexueller Mann oft im Konflikt zur Kirche stehe.

## CDU-Politiker und öffentliche Ämter

### Parteiämter und Kommunalpolitik (seit 1995)

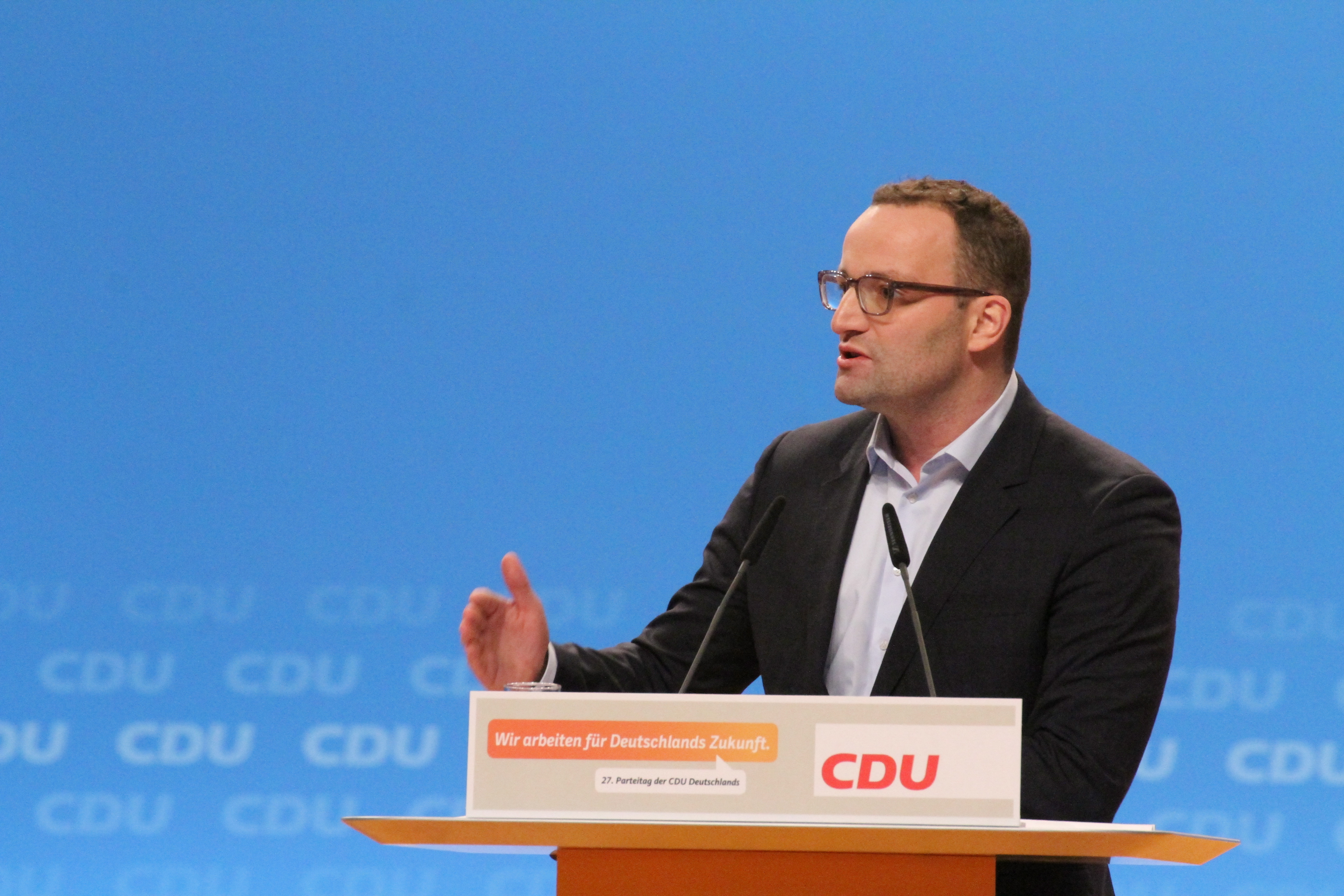
Jens Spahn auf dem CDU-Bundesparteitag in Köln (2014)

Spahn trat 1995 in die Junge Union und 1997 in die CDU ein. Er war von 1999 bis 2006 Kreisvorsitzender der JU Borken und wurde 2005 Vorsitzender des CDU-Kreisverbandes Borken. Seit 2024 ist er zudem Vorsitzender des CDU-Bezirksverbandes Münsterland.
Von 1999 bis 2009 gehörte Spahn dem Rat der Stadt Ahaus an. In den Jahren 2009 bis 2015 war er Kreistagsmitglied im Kreis Borken.

### Bundestagsabgeordneter (seit 2002)
Am 26. Oktober 2001 wurde Spahn auf der Wahlkreisversammlung der CDU in Metelen überraschend mit 55 gegen 45 Stimmen gewählt, um als Direktkandidat der CDU in diesem Wahlkreis anzutreten. Sein Borkener CDU-Kreisverband hatte auf der Versammlung einen geringeren Stimmenanteil von 46 Stimmen gegenüber dem Steinfurter CDU-Kreisverband mit 54 Stimmen. Sein Gegenkandidat war Benno Hörst aus Ochtrup. Nach seinem ersten Einzug in den Bundestag in 2002 war er nach Anna Lührmann der zweitjüngste Abgeordnete des 15. Bundestags sowie der jüngste der CDU/CSU-Fraktion.
Jens Spahn zog seit 2002 stets als direkt gewählter Abgeordneter des Wahlkreises Steinfurt I – Borken I in den Bundestag ein. Bei der Bundestagswahl 2021 erhielt er 40 Prozent der Erststimmen.
Er wurde im November 2005 stellvertretender Vorsitzender der Arbeitsgruppe Gesundheit der CDU/CSU-Bundestagsfraktion und Obmann der CDU/CSU-Fraktion im Ausschuss für Gesundheit. Er war Mitglied in der Koalitionsarbeitsgruppe von CDU/CSU und SPD, die die Gesundheitsreform 2007 vorbereitete. Von 2009 bis 2015 war er Vorsitzender der Arbeitsgruppe Gesundheit und zugleich gesundheitspolitischer Sprecher der CDU/CSU-Fraktion. Spahn gehört der „Jungen Gruppe“ der CDU/CSU-Bundestagsfraktion an. Er ist Gründungsmitglied einer fraktionsübergreifenden Gruppe von jungen Bundestagsabgeordneten, die sich für die Verankerung der Generationengerechtigkeit als Staatsziel ins Grundgesetz einsetzt.
Bis Juli 2015 war er ordentliches Mitglied im Ausschuss für Gesundheit und bis 2018 stellvertretendes Mitglied im Haushaltsausschuss.
Spahn wurde am 14. November 2014 Vorsitzender des Bundesfachausschusses Gesundheit und Pflege der CDU. Dem rund 40-köpfigen Gremium gehören Vertreter der Landesverbände und der Vereinigungen der CDU an. Der Ausschuss erarbeitet die gesundheitspolitischen Positionen der CDU.
Wegen der rot-gelb-grünen Koalitionsbildung nach der Bundestagswahl 2021 musste Spahn am 8. Dezember 2021 sein Amt als Bundesminister für Gesundheit an Karl Lauterbach (SPD) abgeben. Seither ist er sowohl stellvertretendes Mitglied im Ausschuss für Klimaschutz und Energie als auch im Wirtschaftsausschuss und des Weiteren jeweils einfaches Mitglied in den Ausschüssen Gesundheit und Haushalt. Vom 13. Dezember 2021 bis zum 5. Mai 2025 war Spahn stellvertretender Vorsitzender der CDU/CSU-Bundestagsfraktion und in dieser Funktion für die Themen Wirtschaft, Klima, Energie, Mittelstand und Tourismus zuständig.
Am 5. Mai 2025 wurde Spahn als Nachfolger von Friedrich Merz zum Vorsitzenden der CDU/CSU-Bundestagsfraktion gewählt.

### Mitglied des CDU-Präsidiums (seit 2014)
Beim CDU-Bundesparteitag 2014 in Köln wurde Spahn in das CDU-Präsidium gewählt und verdrängte damit den damaligen Gesundheitsminister Hermann Gröhe. In seiner Kandidatur betonte Spahn die Wichtigkeit einer „Verjüngung der Partei“.
Im Jahr 2018 wurde Spahn auf dem CDU-Bundesparteitag in Hamburg mit 89 Prozent der Stimmen erneut ins Präsidium gewählt. Am 16. Januar 2021 wurde er schließlich beim digitalen Parteitag zum stellvertretenden Parteivorsitzenden gewählt, allerdings mit dem schlechtesten Ergebnis aller Kandidaten. Im Januar 2022 wurde er erneut ins Präsidium der CDU gewählt, ohne jedoch weiterhin stellvertretender Parteivorsitzender zu sein.

### Parlamentarischer Staatssekretär beim Bundesminister der Finanzen (2015 bis 2018)
Von 2015 bis 2018 war er Parlamentarischer Staatssekretär beim Bundesminister der Finanzen.

### Bundesminister für Gesundheit (2018 bis 2021)
Am 14. März 2018 wurde Jens Spahn von Bundespräsident Frank-Walter Steinmeier zum Bundesminister für Gesundheit ernannt. Er löste Hermann Gröhe in diesem Amt ab. Spahn war der jüngste Minister im Kabinett Merkel IV. Am 8. Dezember 2021 wurde die Regierung Merkel von der Ampel-Koalition unter Olaf Scholz abgelöst und auf Jens Spahn folgte der SPD-Politiker Karl Lauterbach.

### Bewerbung um den CDU-Vorsitz
Am 29. Oktober 2018 gab er bekannt, im Dezember 2018 beim Bundesparteitag der CDU neben der späteren Siegerin Annegret Kramp-Karrenbauer und Friedrich Merz für das Amt des Parteivorsitzenden zu kandidieren. Bei der Wahl am 7. Dezember 2018 erhielt er im ersten Wahlgang 157 Stimmen (rund 15,7 Prozent) und unterlag damit Annegret Kramp-Karrenbauer und Friedrich Merz, die in eine Stichwahl gingen. Die Süddeutsche Zeitung sah Spahn trotz der Niederlage als „wahren Gewinner“ der Wahl. Am 25. Februar 2020 gab er bekannt, nicht selbst für die Nachfolge Kramp-Karrenbauers zu kandidieren, sondern Armin Laschet zu unterstützen.

## Positionen, Regierungsarbeit und Kritik

### Grundsätzliche Haltung und öffentliche Wahrnehmung
Spahn wird zum konservativen Flügel der CDU gezählt. Einem Porträt der ZEIT zufolge bezeichnete er sich selbst als „liberal-konservativ“. Spahn distanzierte sich mehrfach ausdrücklich von rechtsradikalen Positionen und betonte seine Absicht, ebenso gegen einen „rechten Islam“ vorgehen zu wollen.
Der Spiegel-Redakteur Florian Gathmann kritisierte Spahn als „Populisten“, da er sich neben einem Vollverschleierungsverbot und der Einschränkung der doppelten Staatsbürgerschaft auch für die Einführung eines Islamgesetzes aussprach und öffentlich gegen sogenannte „Muskelmachos“ oder „Großstadthipster“ polemisiere. Letztere seien laut Spahn durch die allgegenwärtige Verwendung des Englischen in deutschen und europäischen Großstädten – was er als elitäre Distinktion bezeichnet – als „das augenfällige Symptom einer bedauerlichen kulturellen Gleichschaltung“ zu werten. Sowohl im Kontext seiner Aufnahme in das Ministerkabinett als auch seiner Kandidatur um den CDU-Vorsitz wurde Spahn von Pressestimmen als „Provokateur“ bezeichnet. Auch Spahns Biograf Michael Bröcker bescheinigte diesem eine Taktik, welche harte Provokation, etwa auf Parteitagen, umfasse. „Er ist aus Überzeugung Hardliner in der Integrationspolitik. Aber er weiß auch, dass seine Vorstöße populär sind.“
Im Bundestagswahlkampf 2017 nutzte Spahn die Möglichkeit des Mikrotargeting bei Facebook, um gezielt jüngeren AfD-Sympathisanten Dark Ads mit der Forderung „Sichere Außengrenzen für ein sicheres Europa“ zukommen zu lassen. Ein anderer Post, der sich an jüngere Einwohner von Großstädten richtete, enthielt ein Bild mit Menschen unterschiedlicher Hautfarbe und der Botschaft „Deutschland ist großartig“.

### Gesundheitspolitik und Wirken als Minister

#### Digitalisierung und Datenschutz
Zu Beginn seiner Amtszeit als Bundesgesundheitsminister nannte Spahn die Digitalisierung des Gesundheitssystems als eine zentrale Aufgabe, er wolle die „Chancen des digitalen Wandels ergreifen“. Im Bundesgesundheitsministerium gründete Spahn eine eigene Abteilung für Digitales sowie ein von dem Manager Jörg Debatin geleitetes, von der BWI GmbH finanziertes, Expertengremium, welches das Ministerium drei Jahre zu digitalen Gesundheitsthemen beraten soll. Das unter Spahn beschlossene Digitale-Versorgungs-Gesetz (DVG) sieht die gezielte Nutzung von anonymisierten Gesundheitsdaten für die Forschung vor und eröffnet die Möglichkeit, Gesundheits-Apps auf Kosten der Krankenkasse nutzen zu können. Datenschützer kritisierten einen möglichen Missbrauch von Daten. Befürworter sehen einen „Durchbruch für die Digitalisierung der Gesundheitsversorgung“.

#### Terminservice- und Versorgungsgesetz
Als Gesundheitsminister war Spahn maßgeblich am Kabinettsentwurf des Terminservice- und Versorgungsgesetzes (TSVG) beteiligt. Mit diesem sollte erreicht werden, dass gesetzlich Versicherte schneller und leichter einen Arzttermin erhalten. Das Gesetz trat im Mai 2019 in Kraft und sieht neben einer Erweiterung des Leistungskatalogs der gesetzlichen Krankenversicherung auch eine Erhöhung der Mindestsprechzeiten von Ärzten sowie eine Verpflichtung der Krankenkassen, für ihre Versicherten elektronische Patientenakten spätestens ab 2021 anzubieten, vor. Die Betriebskrankenkassen lobten das Gesetz als „mutigen Schritt in die digitale Zukunft“. Der Bundesverband der Vertragspsychotherapeuten bemängelte, Menschen mit psychischen Erkrankungen würden „entmündigt“. Eine elektronische Petition zur Rücknahme des Gesetzesentwurfs fand über 200.000 Unterzeichner und war damit die erfolgreichste bislang lancierte Petition an den Bundestag.

#### Äußerungen zu Krebs-Erkrankungen
Anlässlich der am 29. Januar 2019 ausgerufenen „Nationalen Dekade gegen Krebs“ zur Förderung von Krebsprävention und -Forschung verwies Spahn auf „gute Chancen, dass wir in zehn bis 20 Jahren den Krebs besiegt haben“. Diese Prognose führte zu Widerspruch, so von der Stiftung Patientenschutz, dem Bundestagsabgeordneten Karl Lauterbach und Krebs-Medizinern der Berliner Charité und des Universitätsklinikums Hamburg-Eppendorf.

#### Organspende-Gesetzentwurf
2019 initiierte Spahn eine bundesweite Debatte zur Zukunft der Organspende. Wegen im europäischen Vergleich niedrigen Spendenzahlen schlug Spahn eine tiefgreifende Neuregelung der Organspende vor. Am 16. Januar 2020 scheiterte im Bundestag ein Gesetzentwurf von Spahn und weiteren Bundestagsabgeordneten verschiedener Parteien, der die Einführung einer doppelten Widerspruchsregelung bei der Organspende vorsah. Stattdessen erhielt ein alternativer Entwurf, in dem die Grünen-Vorsitzende Annalena Baerbock sich mit weiteren Bundestagsabgeordneten für eine erweiterte Zustimmungslösung einsetzte, im Parlament die erforderliche Mehrheit. Parteiübergreifendes Lob erhielt Spahn für die offene Debattenführung und konkrete Maßnahmen zur besseren Entlohnung der Entnahmekrankenhäuser.

#### COVID-19-Pandemie

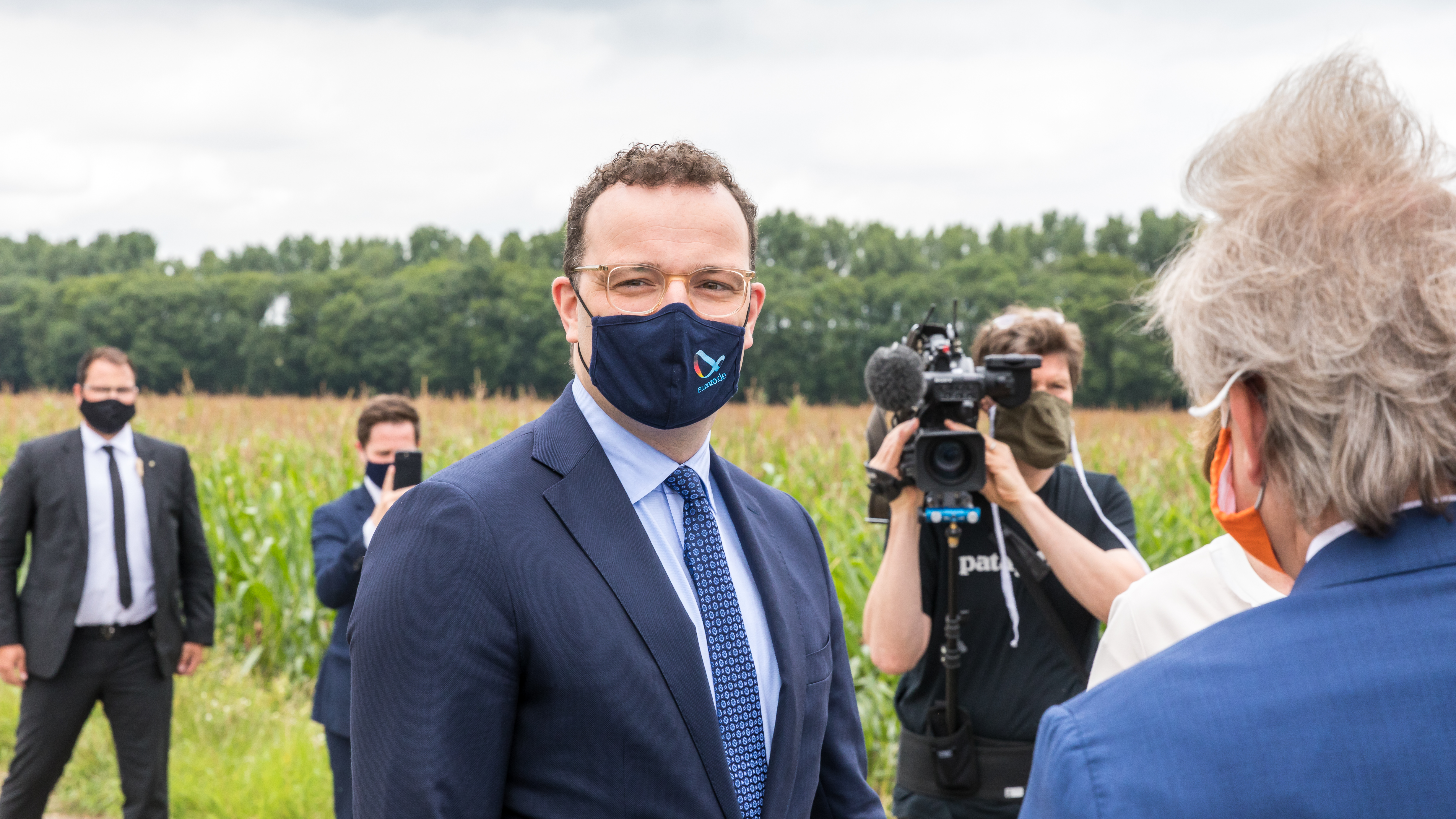
Jens Spahn mit Maske in Köln-Blumenberg (2020)

##### Beschwichtigung und zögerndes Vorgehen
Spahn reagierte in den ersten Monaten des Jahres 2020 zögerlich auf die beginnende, am 30. Januar 2020 durch die Weltgesundheitsorganisation zur internationalen Gesundheitsnotlage erklärte COVID-19-Pandemie. Als im Januar 2020 der erste Infektionsfall in Deutschland festgestellt wurde, erklärte Spahn: „Für übertriebene Sorge gibt es keinen Grund“, Deutschland sei gut vorbereitet. Knapp zwei Wochen später, am 12. Februar, sagte Jens Spahn im Gesundheitsausschuss, die Gefahr einer Pandemie sei „eine zurzeit irreale Vorstellung“.
Einreisekontrollen zur Identifizierung Coronavirus-Infizierter an den Flughäfen lehnte Spahn zunächst ab und beschloss sie später. Nationale Alleingänge bei Einschränkungen des Reiseverkehrs – etwa von und nach China, wie sie Italien verhängt hatte – lehnte Spahn ab, ebenso das Fiebermessen von Einreisenden. Am 24. Februar 2020 erklärte Spahn, dass bei einer stärkeren Ausbreitung weitere Schutzmaßnahmen (u. a. Absage von Großveranstaltungen, Schließung von Kitas und Schulen) nicht ausgeschlossen seien.

##### Maskenproduktion und -beschaffung
Am 4. März wies Spahn in einer Regierungserklärung auf knapp werdende Vorräte von Atemmasken und Schutzkleidung hin. Im gleichen Monat wurden Vorwürfe aus der pharmazeutischen Handelsbranche und von niedergelassenen Ärzten laut, wonach bereits Anfang Februar Warnungen an Spahn und das Gesundheitsministerium über baldige Lieferengpässe bei medizinischer Schutzausrüstung wie Mund-Nasen-Schutz (MNS) und Atemschutzmasken (FFP2- und FFP3-Masken) eingegangen, aber nicht beantwortet worden seien. Die Kassenärztliche Vereinigung Hamburg kritisierte, die versprochene Hilfe der Bundesregierung bei der Beschaffung sei ausgeblieben. Nach Klagen vieler deutscher Arztpraxen über fehlende Schutzkleidung kündigte Spahn eine erste Zustellung von zehn Millionen Masken an. Spahn räumte Versäumnisse bei der Beantwortung der hohen Zahl von Anfragen ein. Es sei nicht vorstellbar gewesen, „dass so ein Cent-Produkt auf einmal so einen Mangel [habe] und gleichzeitig eben so schwer zu kriegen [sei]“.
Mit der Ausbreitung der Pandemie setzte er sich für eine Verschärfung des Infektionsschutzgesetzes ein, die verstärkte Eingriffsmöglichkeiten des Bundes auch im bisherigen Kompetenzbereich der Länder vorsieht. Unter anderem stieß Spahn eine Debatte über eine zeitlich begrenzte Handyortung der Bevölkerung über einen Regierungszugriff auf Mobilfunkdaten an.
Spahn gab im April 2020 bekannt, die Produktionskapazitäten für Masken im Inland sukzessiv ausbauen zu wollen. Das Bundesgesundheitsministerium beauftragte das Logistikunternehmen Fiege aus Greven mit der Beschaffung, Lagerung und Verteilung von Schutzausrüstung; die Aufträge hatten einen Wert von mehr als 100 Millionen Euro, was auf große Kritik stieß, weil der Auftrag nicht öffentlich ausgeschrieben wurde, sondern direkt an das Unternehmen aus Gesundheitsminister Jens Spahns Nachbarkreis Steinfurt vergeben wurde. Das Unternehmen organisierte unter anderem den Transport von Masken aus China nach Deutschland und stellte ein Zentrallager zur Verfügung. Nach Auslieferung von Schutzmasken, die bei Qualitätstests durchgefallen und daher gesperrt waren, musste die Auslieferung zeitweise gestoppt werden. Ende April 2021 hatte der Bund etwa 301 Millionen Halbmasken vorrätig, die aufgrund von Mängeln nicht regulär verteilt werden durften. Im Juni 2021 berichtete das Nachrichtenmagazin Spiegel, dass diese vom Gesundheitsministerium angeschafften Masken nach Schätzung des Arbeitsministeriums für eine Milliarde Euro gekauft worden waren. Der Spiegel berichtete, dass diese mangelhaften Schutzmasken nach Überlegungen des Gesundheitsministeriums an Menschen mit Behinderung, Obdachlose und Hartz-IV-Empfänger verteilt werden sollten. Das Gesundheitsministerium dementierte die Vorwürfe. Die Masken sind jetzt Teil der Nationalen Gesundheitsreserve und sollen vernichtet werden, sobald das Verfallsdatum eintritt.

##### Impfstoffknappheit
Am 18. November 2020 sagte Spahn im Bundestag: „Ich gebe Ihnen mein Wort: Es wird in dieser Pandemie keine Impfpflicht geben.“
Im Dezember 2020 kam Kritik über Lieferung bzw. zu geringer Verfügbarkeit von Corona-Impfstoffen an der Bundesregierung und damit an Spahn als zuständigem Minister auf. Anfang Januar 2021 kündigte Spahn an, dass wenn wenigstens eine oder zwei der erwarteten Impfstoffzulassungen erfolge, „dann werden wir im Sommer allen Impfwilligen ein Impfangebot machen können“. Ohne weitere Zulassungen könne allein mit den beiden bereits zugelassenen Impfstoffen jedem ein Impfangebot gemacht werden. Im Leitartikel des Spiegel vom März 2021 forderte Dirk Kurbjuweit als Konsequenz der Mitverantwortlichkeit Spahns für die Impfstoffknappheit und die zu langsame Schnelltest- und Maskenbeschaffung dessen Rücktritt.
Ende Oktober 2021 erklärte Spahn wegen der anstehenden Auffrischimpfungen, dass genug Impfstoff für alle da sei. Ärzte kritisierten ihn zum damaligen Zeitpunkt dafür, derartige Erwartungen zu schüren. Im November 2021 verkündete Spahn zunächst eine Deckelung der Lieferungen mit dem Biontech-Impfstoff und begründete dies auch damit, dass Moderna-Dosen im folgenden Jahr auslaufen würden. Wenige Tage später geriet Spahn erneut in die Kritik, weil neben dem Biontech-Impfstoff auch die Moderna-Impfdosen nicht mit ausreichenden Mengen in die Bundesländer geliefert wurden. Im Dezember 2021 wurde außerdem bekannt, dass Spahn 10.000 Impfdosen Biontech für Bundestagsabgeordnete und deren Mitarbeiter bestellt hatte, während zugleich Biontech für die Normalbevölkerung rationiert wurde. Dieser Doppelstandard wurde unter anderem von Ärztevertretern kritisiert.

##### Austausch mit Immobilienunternehmer René Benko
Nach Berichten von Focus, News und Kronen Zeitung Anfang April 2025 habe sich Spahn im April 2020 per E-Mail in vertrautem Ton  mit dem österreichischen Milliardär René Benko über zulässige Ladenöffnungen zugunsten der Kaufhäuser Benkos ausgetauscht. Demnach sei nach Zusendung eines Gutachtens einer Schweizer Beratungsfirma durch Benko an Spahn die bis dahin geltende Sperre für Läden bis 800 Quadratmeter Verkaufsfläche aufgehoben worden. Spahn habe Benko zudem nachfolgend den zugehörigen Beschlussentwurf der Konferenz von Bundesregierung und Ministerpräsidentenkonferenz wenige Stunden bevor sie beschlossen wurde und vor Veröffentlichung zugespielt.

#### Sterbehilfe
Nach dem Urteil des Bundesverfassungsgerichts (BVerfG), das im Februar 2020 das Verbot der geschäftsmäßigen Sterbehilfe für verfassungswidrig erklärte, da dieses gegen das Recht auf selbstbestimmtes Sterben verstoße, erging an Spahns Ministerium der Auftrag für eine gesetzliche Neuregelung. In der Talkshow Maischberger gab er zu, dass er nach dem Urteil erst einmal „schlucken musste“ und dass ein Recht auf Sterben noch lange keine Pflicht bedeute, dabei zu helfen. Das für die Freigabe des für den Suizid nötigen Betäubungsmittels zuständige Bundesinstitut für Arzneimittel und Medizinprodukte hat auf Anweisung des von Spahn geführten Gesundheitsministeriums bis Februar 2021 keinen der 209 Sterbehilfeanträge, die sich auf das Urteil des BVerfG beriefen, bewilligt. Der Verfassungsrechtler Hubertus Gersdorf warf Spahn und seinen Behördenmitarbeitern vor, mit ihrer Nicht-Umsetzung des Urteils Grundrechte und damit die Verfassung zu verletzen. Auch die Gesundheitspolitikerin Katrin Helling-Plahr kritisierte ihn diesbezüglich. Dem Auftrag des BVerfG, eine gesetzliche Neuregelung bezüglich der Sterbehilfe vorzunehmen, wurde Stand September 2021 nicht nachgekommen.

#### Schwangerschaftsabbruch
In einem Gastbeitrag der Zeit sprach sich Spahn 2014 für eine Beibehaltung der Rezeptpflicht für die „Pille danach“ aus. Eine „aufgeheizte Debatte“, wie sie von manchen Diskussionsteilnehmern geführt werde, sei nicht hilfreich. Er verwies weiterhin auf bestehende Nebenwirkungen, Zweifel an der Effizienz von Levonorgestrel als Wirkstoff und die fraglos bestehende Verschreibungspflicht der normalen Antibabypille, die eine sehr viel niedrigere Dosierung von Hormonen aufweise. Bereits zuvor hatten Beiträge von Spahn, darunter ein Tweet mit dem Wortlaut „Man muss es immer wieder sagen: Das sind keine Smarties“, für erhebliche Kontroversen gesorgt. Im Frühjahr 2018 erklärte der Berufsverband der Frauenärzte, die 2015 erfolgte Aufhebung der Rezeptpflicht sei eine der Ursachen für einen Anstieg von Schwangerschaftsabbrüchen seit diesem Zeitpunkt. Der Verbandsvorsitzende Christian Albring mahnte eine vom Gesundheitsministerium angekündigte nachträgliche Evaluation der Rezeptfreigabe an und bestätigte rückwirkend Spahns Bedenken.
Mitte März 2018 positionierte sich Spahn in der Diskussion um die Reform des Paragrafen 219a StGB: „Mich wundern die Maßstäbe: Wenn es um das Leben von Tieren geht, da sind einige, die jetzt für Abtreibungen werben wollen, kompromisslos. Aber in dieser Debatte wird manchmal gar nicht mehr berücksichtigt, dass es um ungeborenes menschliches Leben geht.“ Frauenrechtler, der Koalitionspartner und zahlreiche deutsche Medien äußerten harsche Kritik an seinen Aussagen.

#### Konversionstherapie
Im Dezember 2019 verabschiedete das Bundeskabinett einen Entwurf von Spahn für ein Gesetz zum Schutz vor Konversionsbehandlungen. Am 7. Mai 2020 wurde das Gesetz vom Bundestag beschlossen; Mitte 2020 trat es in Kraft.

#### Finanz- und Lohnpolitik im Gesundheitswesen
Spahn setzte sich für eine Vereinheitlichung der Gehälter für freiberufliche Therapeuten auf dem höchsten derzeit in Deutschland gezahlten Niveau ein. Physio- und Ergotherapeuten, Logopäden oder Podologen verdienten, gemessen an anderen Gesundheitsberufen, „deutlich zu wenig“. Dies müsse geändert werden, „sonst blutet die Branche aus“. Ferner sollte eine Kassenzulassung leichter ermöglicht werden.
Im Januar 2019 brachte Spahn einen Änderungsantrag in das Terminservice- und Versorgungsgesetz (TSVG) ein, der vorsah, dass das Bundesgesundheitsministerium darüber entscheiden sollte, welche Therapien von den Krankenkassen bezahlt werden sollten. Dies schließe auch Behandlungen ein, „deren Nutzen nach den Grundsätzen der evidenzbasierten Medizin noch nicht belegt ist“. Der Vorsitzende des Instituts für Qualität und Wirtschaftlichkeit im Gesundheitswesen, Jürgen Windeler, sprach von einem „Rückschritt“ hinter bereits erreichte Standards. Künftig könnten Behandlungsmethoden in die Versorgung eingebracht werden, welche keinen Nutzen haben oder sogar schädlich seien. Träger der bisherigen Entscheidungskompetenz für den Leistungskatalog der gesetzlichen Krankenversicherung ist der Gemeinsame Bundesausschuss (GBA). Dessen Vorsitzender, der ehemalige saarländische Gesundheitsminister Josef Hecken (CDU), kritisierte Spahns Vorstoß als „vollständigen Systembruch“.
Im November 2020 entschied Spahn nach Gesprächen mit dem Arbeits- und Sozialministerium im Alleingang, dass die gesetzlichen Krankenkassen die Finanzierung für die rund 250 Krebsberatungs-Stellen in Deutschland übernehmen müssen. Nach einem Gutachten des Spahn-Ministeriums belaufen sich die durchschnittlichen Jahreskosten einer solchen Beratungsstelle auf 161.500 Euro. Dadurch wären jährlich um 40 Millionen Euro erforderlich. Für Krebspatienten ist die Beratung kostenlos.

#### Personalpolitik in der Pflege
Spahn hatte die Gewerkschaft ver.di und die deutsche Krankenhausgesellschaft beauftragt, ein Instrument zur Pflege-Personalbemessung zu entwickeln. Dies legte die Gewerkschaft ver.di mit der PPR 2.0 Januar 2020 vor. Es verschwand jedoch in einer Schublade im Ministerium. Auf einer Pressekonferenz (11. Oktober 2021) versprach Spahn, ein wirksames Personalbemessungsinstrument bis Ende 2024 vorzulegen. Der Walk of Care legte diese und weitere Forderungen, Fortbildungsordnung, Stimmrecht im G-BA, dem Minister ein ganzes Jahr 2020 bis 2021 vor, ohne Resonanz. Klinikstreiks der Pflege um Entlastungstarifverträge liefen 2021 und vorher derweilen. Ein solcher abgeschlossener Tarifvertrag hat dann eine Kompetenz wie ein Gesetz, in das politisch nicht mehr eingegriffen wird (Einigung der Tarifparteien). Zuletzt 2021 beim Pflegerat mahnte Spahn den schlechten Organisierungsgrad der Pflege und besonders der Altenpflege an.

### Migration, Flüchtlinge und Nahostpolitik
Im November 2015 legte Spahn ein Buch mit dem Titel Ins Offene vor, in dem unter anderem Boris Palmer, Julia Klöckner, Klaus von Dohnanyi, Wolfgang Ischinger, Markus Söder und Markus Kerber ihre Sicht der Dinge zur Flüchtlingskrise in Europa ab 2015 darlegen. Spahn plädiert im Buch für einen offeneren Diskurs zur Migrationspolitik, spricht von einer „Disruption des Staates“ und kritisierte in diesem Zusammenhang die Flüchtlingspolitik von Bundeskanzlerin Angela Merkel. Mit der Aussage: „Entweder beendet die demokratische Mitte die illegale Migration – oder die illegale Migration beendet die moralische Mitte“ polemisierte er eine Bedrohungslage für das demokratische Gemeinwesen. Dazu müsse derzeit geltendes EU-Recht ausgesetzt werden.
Im Juli 2017 äußerte er gegenüber der Welt, wer aus dem arabischen Kulturraum „zu uns“ komme, sei „oft geprägt durch eine verklemmte Sexualmoral, durch die Nicht-Gleichberechtigung von Frauen, die Ablehnung von Juden oder Schwulen“. Die Einwanderer müssten das Leben in einer offenen und freizügigen Gesellschaft neu lernen, ansonsten laufe die deutsche Gesellschaft Gefahr, „antisemitischer, schwulenfeindlicher, machohafter und gewaltaffiner“ zu werden, als sie bisher sei. Diese Aussage sorgte in einem offenen Brief für Lob von Alexander Gauland (AfD). Ein Bericht des Münchner Merkur verwies diesbezüglich darauf, dass es auch Deutsche gebe, die sich gegen die Gleichstellung sexueller Minderheiten wendeten, etwa Anhänger der „Demo für alle“, die von der AfD unterstützt werde, und attestierte Spahn eine Profilierung auf der „rechten Seite der Kanzlerin“.
Auf dem Deutschlandtag der Jungen Union nannte Spahn das Ergebnis der Bundestagswahl 2017 „einschneidend“. Die Gründe dafür sieht er in einem Vertrauensverlust der Wählerschaft, auch im Hinblick auf die Flüchtlingspolitik der Bundesregierung. In einem Gastbeitrag für die Frankfurter Allgemeine Zeitung bezeichnete er im November 2018 die Frage der Migration als „weißen Elefant im Raum“. Nach wie vor bestehe eine „ungeordnete, überwiegend männliche Zuwanderung in einer Größenordnung von Städten wie Kassel oder Rostock“, die es zu steuern gelte. Als Gesundheitsminister sprach sich Spahn dafür aus, das Alter von Migranten mittels Ultraschalluntersuchung als Alternative zum Röntgen zu bestimmen. Die Methode gilt als wenig genau, da sie das Alter nur auf einen Bereich von vier Jahren eingrenzen kann. Das Alter habe Auswirkungen auf Asylverfahren sowie gegebenenfalls auf Strafverfahren, daher müsse ein Weg gefunden werden, dieses minimalinvasiv festzustellen.
Vom Nachrichtenmagazin Der Spiegel wurde Spahn im Juli 2019 als „Israelfan“ bezeichnet. Er habe maßgeblich an einer Kehrtwende in der deutschen Nahostpolitik mitgewirkt und 2018 gemeinsam mit Außenminister Heiko Maas erreicht, dass sich die Bundesrepublik bei der jährlichen Abstimmung über die Palästina-Resolution der WHO enthielt, statt ihr wie in den Jahren zuvor zuzustimmen. Die Resolution ist umstritten, weil sie Israel als einziges Land explizit hervorhebt.

### Finanz- und Europapolitik
Als Finanz-Staatssekretär sprach sich Spahn 2017 für einen vorsichtigen Ausstieg aus der expansiven Geldpolitik der Europäischen Zentralbank aus. Dieser dürfe nicht „zu spät“ eingeleitet werden.
Einen Schuldenschnitt für Griechenland schloss Spahn 2015 nach den Euroverträgen aus und fordert ein „zügiges“ Umsetzen der vereinbarten Reformen.
Spahn plädiert für eine verstärkte Zusammenarbeit der EU-Mitgliedstaaten im Bereich der Verteidigung, Migration, Sicherheit, Digitalisierung und spricht sich gegen eine Vergemeinschaftung von Schulden in der Eurozone aus.
Im Rahmen der wirtschaftlichen Krise 2022 befürwortete Spahn eine Übergewinnsteuer für überproportional von der Krise profitierende Unternehmen, wie etwa Mineralölkonzerne.

### Gesellschafts- und Sozialpolitik
Im zeitlichen Zusammenhang mit dem Deutschen Evangelischen Kirchentag 2017 rügte Spahn die Kirchen dafür, dass sie zu oft zu gesellschaftspolitischen Fragen Stellung beziehen würden. „Sie sollten sich mehr auf ihre Kernthemen konzentrieren – also Seelsorge, Glaubensvermittlung oder auch das Karitative.“
Spahn setzt sich für die Gleichstellung homosexueller Partnerschaften ein. Er bedauerte, dass seine Partei in Bezug auf das Adoptionsrecht Homosexueller „auf eine falsche Art konservativ“ sei. In einem Interview der WELT äußerte er, die Wähler der CDU seien an vielen Stellen weiter als die Partei selbst. Spahn stimmte Ende Juni 2017 im Bundestag für die sogenannte „Ehe für alle“.
Anfang März 2018 widersprach Spahn in einem Interview der Behauptung, dass ohne die Tafeln Menschen in Deutschland hungern müssten. Die Tafeln würden vielmehr dafür Sorge tragen, dass Lebensmittel nicht weggeworfen werden, womit sie eine wichtige Aufgabe erfüllten. Deutschland habe eines der besten Sozialsysteme der Welt, mit Hartz IV habe „jeder das, was er zum Leben braucht“. Die gesetzliche Grundsicherung werde „mit großem Aufwand genau bemessen und regelmäßig angepasst“. Hartz IV bedeute nicht Armut, sondern sei „die Antwort unserer Solidargemeinschaft auf Armut“. Spahns Äußerungen stießen mehrheitlich auf Ablehnung. Führende Oppositionspolitiker, darunter Sahra Wagenknecht und Robert Habeck sowie SPD-Parteivize Ralf Stegner, übten z. T. scharfe Kritik. Zustimmung erhielt Spahn aus der eigenen Fraktion; der ehemalige Ostbeauftragte der Bundesregierung, Christian Hirte, hob hervor, „dass wir versuchen mit Hartz IV eben dafür zu sorgen, dass keiner völlig durchs Raster fällt. Und es ist gut, dass wir in Deutschland so einen ausgeprägten Sozialstaat haben.“ Nach einer durch den Tagesspiegel und das ZDF veröffentlichten Erhebung hielten 55 Prozent der Befragten Spahns Aussagen für falsch, 37 Prozent stimmten ihm zu. In einer Petition forderten rund 210.000 Unterzeichner Spahn auf, einen Monat lang von Hartz IV zu leben. Dies lehnte er ab. Später äußerte Spahn auf Nachfrage, er wisse, dass ein Leben mit Hartz IV nicht einfach sei. Er habe Armut nicht relativiert, sondern lediglich die Rechtslage beschrieben.
Im November 2018 schlug Spahn vor, Sozialversicherungsbeiträge für kinderlose Paare zu erhöhen. Eltern mit Kindern sollten dagegen entlastet werden. In der eigenen Fraktion stieß der Vorschlag auf Zuspruch, so regte der Finanzpolitiker Sepp Müller eine Umsetzung „lieber heute als morgen“ an. Die Sozialversicherung funktioniere nur mit Kindern. Wesentlich reservierter äußerten sich Angehörige der FDP- und SPD-Fraktion im Bundestag. Sowohl DGB-Vorstandsmitglied Annelie Buntenbach als auch Arbeitsminister Hubertus Heil sprachen von einer „Bestrafung“ Kinderloser.

### Innere Sicherheit
Jens Spahn äußerte im Frühjahr 2018 in einem Interview der NZZ Bedenken bezüglich der Sicherheitssituation in deutschen Großstädten: „Die deutsche Verwaltung funktioniert sehr effizient, wenn es darum geht, Steuerbescheide zuzustellen. Bei Drogendealern, die von der Polizei zum zwanzigsten Mal erwischt werden, scheinen die Behörden aber oft ohnmächtig“. Spahn sagte, er habe den Eindruck, in Arbeitervierteln von Städten wie Duisburg, Essen und Berlin sei der „Staat gar nicht mehr willens oder in der Lage, Recht durchzusetzen.“ (siehe auch No-go-Area)

Diese These wurde von mehreren Tageszeitungen, insbesondere der genannten Städte, mit Befremden kommentiert.
Der Vorsitzende der Polizeigewerkschaft GdP bezeichnete es als „nicht nachvollziehbar, wenn Bundespolitiker eine Schieflage von Recht und Ordnung anprangern, wo sie es eigentlich [seit Jahren] mit in der Hand haben, diese Missstände [...] zu verändern“. Der Duisburger Oberbürgermeister nannte Spahns Äußerungen „unverschämt und unwahr“; er schüre damit Vorurteile und werte die Arbeit von vielen Menschen vor Ort ab.
Essens Oberbürgermeister Thomas Kufen (CDU) hielt Spahn Pauschalisierungen vor, die „in der Sache nicht hilfreich“ seien. Essen sei eine der sichersten Großstädte in Deutschland.
Ein Bericht der Rheinischen Post zitierte mehrere Unterstützer von Spahns Vorstoß: die Kriminologin Rita Steffes-enn bestätigte die bestehende Problematik des Tatnachweises bei Rauschgiftdelikten. Der Vorsitzende des Deutschen Richterbundes Jens Gnisa sagte, die Strafjustiz sei infolge der „Vernachlässigung durch die Politik zum Nadelöhr“ geworden.
Politiker der betreffenden Landesregierungen und der Opposition in diesen Ländern (darunter Boris Pistorius (SPD Niedersachsen) und Herbert Reul (CDU NRW)) verwiesen auf damals aktuelle Anstrengungen von Bund (Kabinett Merkel IV) und Ländern zur Verbesserung der Inneren Sicherheit.

### Atomwaffen
Im Juni 2025 forderte Spahn, einen europäischen nuklearen Schutzschirm mit europäischem Atomwaffenarsenal zu schaffen. "Wir müssen über eine deutsche oder europäische Teilhabe am Atomwaffenarsenal Frankreichs und Großbritanniens reden, möglicherweise auch über eine eigene Teilhabe mit anderen europäischen Staaten." Ein eigenständiger europäischer nuklearer Schutzschirm funktioniere nur mit deutscher Führung. "Wer nicht nuklear abschrecken kann, wird zum Spielball der Weltpolitik."

## Kontroversen

### Umstrittene Immobilienkäufe
Im Juli 2020 kauften Spahn und sein Ehemann eine denkmalgeschützte Villa in Berlin-Dahlem für 4,125 Millionen Euro. Der Kauf wurde im Wesentlichen durch ein Darlehen der Sparkasse Westmünsterland finanziert, für die er zwischen 2009 und 2015 Mitglied des Verwaltungsrats war. Das Amtsgericht Schöneberg bestätigte dem Berliner Tagesspiegel die Höhe des Kaufpreises. Laut Bericht von Business Insider lässt sich im Kaufvertrag ablesen, „dass Spahn zwei Drittel der Kaufsumme schultert und sein Ehemann ein Drittel“. Gegen Berichte über die exakte Höhe des Kaufpreises und die Einzelheiten der Finanzierung ging Spahn gerichtlich vor. Spahns Anwälte erklärten Mitte März 2021 einen „Rechteverzicht“, sodass seitdem die Kaufsumme ohne Einschränkung von den Medien genannt werden konnte. Ende April 2021 entschied das OLG Hamburg sodann, dass Spahn die Kosten eines von ihm gegen Journalisten angestrengten Prozesses tragen müsse. Wegen seiner überragenden Bekanntheit als einer der profiliertesten deutschen Politiker müsse er es hinnehmen, wenn über seine privaten Vermögensverhältnisse berichtet werde (Az.: 7 U 16/21).
Am 22. Dezember 2020 berichtete Hans-Martin Tillack im Stern, die Immobiliengeschäfte Spahns in Berlin reichten „weiter als bisher gedacht“. In einem Fall habe er 2017 eine Wohnung von dem mit ihm auch privat bekannten Pharmamanager Markus Guilherme Leyck Dieken gekauft. 2019 wurde dieser Geschäftsführer der Gematik GmbH, einem Unternehmen, an welchem das Gesundheitsministerium in demselben Jahr die Mehrheit der Gesellschaftsanteile übernommen hatte. Für Dieken ließ Spahn die Bezüge des Geschäftsführers im Vergleich zum Vorgänger annähernd verdoppeln. Die nichtstaatliche Antikorruptions-Organisation Transparency International hatte die Berufung auf den Geschäftsführungsposten kritisiert. Schon der Bundestagsabgeordnete Spahn habe als zeitweiliger Teilhaber einer Lobbyagentur „eine übermäßige Nähe zu Klienten aus dem Medizin- und Pharmasektor“ gezeigt, zitiert Tillack das damalige TI-Vorstandsmitglied Wolfgang Wodarg. Am 24. Februar 2021 berichtete der Tagesspiegel, Spahn habe über seine Anwälte Auskünfte vom Grundbuchamt über die Identität der recherchierenden Journalisten und die Details ihrer Anfragen verlangt und erhalten.
Recherchen der Zeit ergaben, dass Spahn für den Kauf von Immobilien insgesamt über 6,35 Millionen Euro an Krediten aufgenommen habe. Spahn behauptete, sein Ehemann Daniel Funke habe ein hohes Erbe erhalten. Die Wochenzeitung Die Zeit hatte darüber berichtet, dass Daniel Funke das Vermögen von seinem Vater geerbt haben soll.
Laut Recherchen des Spiegel ist dies nicht wahrheitsgemäß: Dieses Erbe hat es nie gegeben. Der Kredit sollte durch Vermögen, das bei einer Bank in Nußdorf am Attersee in Oberösterreich liegt, abgesichert werden. Seine Herkunft ist unklar. Funkes verstorbener Vater, ein Realschullehrer in Baden-Württemberg, war aber weder vermögend noch lebte er in Österreich. Fest steht, dass Spahn und Funke die Finanzierung der Berliner Villa durch die österreichische Bank im August 2020 zurückzogen, nachdem öffentlich nach der Herkunft des Geldes gefragt wurde. Spahn lieferte keine plausible Erklärung dafür, woher das Geld stammt, er erklärte dies zu seiner „Privatsache“.
Im Februar 2023 wurde bekannt, dass Spahn und sein Ehemann die Villa in Berlin für 5,3 Millionen Euro wieder verkauft und dabei nach Angaben der Berichterstattung wegen Renovierung und Kaufnebenkosten 200.000 Euro Verlust gemacht haben sollen.

### Nebentätigkeiten
Neben seinem Mandat war Jens Spahn von Dezember 2009 bis Juni 2015 Mitglied des Verwaltungsrates der Sparkasse Westmünsterland. In dieser Zeit war er Mitglied im Kreistag des Kreises Borken, der einer der Träger der Sparkasse Westmünsterland ist.
Von 2006 bis 2010 war er über eine Gesellschaft bürgerlichen Rechts an einer Lobbyagentur für Pharmaklienten namens „Politas“ als Gründer beteiligt. Gleichzeitig saß er 2005–2009 als Obmann der CDU im Gesundheitsausschuss des Deutschen Bundestages, dessen Mitglied er bereits ab 2002 war. Spahn nahm in dieser Tätigkeit an gesundheitspolitischen Debatten, z. B. der Liberalisierung des Apothekenmarkts, teil. Sein Geschäftspartner und Freund Max Müller arbeitete in dieser Zeit u. a. für die Versandapotheke DocMorris und den Pharmagroßhändler Celesio. Ein Bericht des Focus bezeichnete die Abgeordnetentätigkeit und seine Arbeit als Gesundheitspolitiker in Verbindung mit bezahlten Nebentätigkeiten für die Pharmaindustrie als „interessantes Geschäftsmodell“ und warf ihm mögliche finanzielle Interessenkonflikte vor.
Von 2017 bis 2018 war Spahn neben seiner Tätigkeit als Bundesgesundheitsminister privat an der Pareton GmbH beteiligt, die eine Software für die Abgabe von Steuererklärungen entwickelt. Für den möglichen Interessenkonflikt zwischen seiner Zuständigkeit für die Regulierung von Finanztechnologie-Firmen im Rahmen seiner Tätigkeit als Staatssekretär im Finanzministerium und seiner privaten finanziellen Beteiligung an einer ebensolchen Firma wurde er von Medien, Politikern und Transparency International kritisiert. Im August 2017 berichtete die Süddeutsche Zeitung, Spahn beabsichtige, seine Anteile zu verkaufen sowie die als sogenannter Business Angel erhaltenen staatlichen Zuschüsse in Höhe von 3.000 Euro zurückzuzahlen. Zuvor hatte er eingeräumt, für seine Beteiligung diesen staatlichen Zuschuss kassiert zu haben, nachdem er als Beauftragter der Bundesregierung für Start-up-Unternehmen seine Investition von 15.000 Euro in das Start-up-Unternehmen mit lediglich beruflichem Interesse begründet hatte. Das Finanzamt ermittelte gegen Pareton. Das Unternehmen geriet im Jahr 2015 ins Visier der Finanzverwaltung, nachdem die Steuerberaterkammer Stuttgart im Oktober 2014 bekanntgegeben hatte, dass die Agentur als Steuerberatungsgesellschaft nicht anerkannt sei. In Bietigheim-Bissingen untersagte das dortige Finanzamt der Firma Hilfeleistungen in Steuersachen. Im Sommer 2018 gab Spahn seine Anteile am Unternehmen ab. Die Pareton GmbH meldete am 15. Oktober 2018 Insolvenz an.

### Spendenveranstaltung während der Pandemie
Ende Februar 2021 wurde öffentlich, dass Jens Spahn am 20. Oktober 2020, einen Tag bevor er positiv auf das Corona-Virus getestet wurde, an einem Spendendinner mit ungefähr einem Dutzend Unternehmern zur Finanzierung seines Bundestagswahlkampfs teilnahm. Kritisiert wurden dabei vor allem, dass Jens Spahn noch am Vormittag desselben Tages im ZDF sagte, dass vor allem das Feiern und Geselligsein Hauptansteckungspunkte seien und zum zweiten, dass der Gastgeber (Peter Zimmermann) zu Spenden von 9.999 Euro für Spahns Bundestagswahlkampf aufgefordert hatte. Letzteres wurde kritisiert, da Parteien erst ab einem Spendenwert von 10.000 Euro zur Veröffentlichung der Identität der Spender verpflichtet sind.

### Maskenaffäre
Während der Corona-Pandemie schaffte das von Spahn geführte Bundesministerium für Gesundheit kurzfristig Schutzausrüstung in Form Mund-Nasenschutz-Gesichtsmasken an. Der Bundesrechnungshof kritisierte später diese Beschaffung. Ausgehend von einem dringlich zu beschaffenden Drei-Monats-Bedarf von 75 Millionen FFP2-Masken und 200 Millionen OP-Masken wurden von Spahns Ministerium insgesamt 5,8 Milliarden Masken beschafft. Die „massive Überbeschaffung“ kostete ca. 7 Milliarden Euro. Der Anteil des Bundesgesundheitsministeriums am Bundeshaushalt für das Jahr 2020 belief sich auf ca. 38 Milliarden Euro, in den Vorjahren konstant auf ca. 15 Milliarden Euro. Die im Bundeshaushalt 2020 aufgeführte Position Zuschüsse zur Bekämpfung des Ausbruchs des neuen Coronavirus belief sich auf ca. 9 Milliarden Euro.
Parallel dazu wurde im Frühjahr 2020 von Bundeswirtschaftsminister Peter Altmaier (CDU) die inländische Herstellung von FFP-2-Masken mit 100 Millionen Euro gefördert.
Ab dem 25. März 2020 bot das von Spahn geführte Bundesgesundheitsministerium online über die Generalzolldirektion über ein Open-House-Verfahren (ohne Ausschreibung, jeder Anbieter erhält einen Vertrag) an, 4,50 Euro für FFP-2-Masken und 60 Cent für OP-Masken zu bezahlen. Bereits zehn Tage nach Start des Verfahrens waren 733 Verträge mit einem Volumen von mehr als 6,4 Milliarden Euro zu Stande gekommen. Das Open-House-Verfahren wurde daraufhin vorzeitig bereits Ende März wieder geschlossen. Insgesamt wurden über das Open-House-Verfahren 738 Zuschläge an 535 Lieferanten erteilt. In einem Gastkommentar der Legal Tribune Online wurde dieses Verfahren mit einer Facebook-Party verglichen.
Zahlreiche Masken wurden vom Bundesgesundheitsministerium wegen Mängeln nicht abgenommen. In der Folge wurden beim Landgericht Bonn 89 Klagen auf Zahlung des Kaufpreises eingereicht. Die im Mai 2021 noch rechtshängigen 70 Verfahren haben zusammen einen Streitwert von etwa 206 Millionen Euro, wodurch dem Bundesgesundheitsministerium weitere Verfahrenskosten in Höhe von voraussichtlich 20 Millionen Euro entstehen werden.
Ein Teil der abgenommenen, ebenfalls mangelhaften Masken, etwa 96 Millionen, wurde später an Pflegeheime und andere Einrichtungen verschickt, zusammen mit einem Schreiben, dass diese Masken nur im Notfall zu verwenden wären. Im Juni 2020 wurde bekannt, dass das von Spahn geführte Ministerium beabsichtigte, einen großen Teil der nutzlosen Masken an Menschen mit Behinderung, Obdachlose und Hartz-IV-Empfänger zu verschenken.
Auf Vermittlung der Tochter des früheren CSU-Generalsekretärs Gerold Tandler, Andrea Tandler, und Monika Hohlmeier, Tochter des CSU-Politikers Franz Josef Strauß, kaufte das Bundesgesundheitsministerium im Frühjahr 2020 von dem Handelsunternehmen EMIX Trading GmbH Schutzausrüstung für insgesamt 670 Millionen Euro, darunter 32 Millionen FFP2-Masken zum Preis von 5,95 Euro pro Stück, ca. 20 Prozent teurer als im Open-House-Verfahren. Die Geschäfte mit Emix sollen zu einem vermuteten Gewinn der Emix-Eigentümer, zwei 23-Jährige aus Zürich, Luca Steffen und Jascha Rudolphi, in Höhe von 130 bis 200 Millionen Euro geführt haben. Andrea Tandler soll für diese Geschäfte Provisionen in Höhe von 34 bis 51 Millionen Euro erhalten haben.
Alle Verträge des Bundes und der Länder mit der Emix belaufen sich auf insgesamt 712,5 Millionen Euro. In dem letzten Kaufvertrag vom 24. April 2020 kaufte das Bundesgesundheitsministerium Masken für 5,40 Euro netto das Stück, nachdem bereits seit Ende März eine Überbeschaffung durch das Open-House-Verfahren zum Preis von 4,50 Euro pro Maske erfolgt war. Ein großer Teil der später gelieferten Masken waren minderwertig, weswegen der Bund und Emix sich auf eine verringerte Liefermenge einigten. Über die Lieferung und Bezahlung von Masken zum Kaufpreis von 44 Millionen Euro besteht zwischen Bund und Emix Uneinigkeit.
Ebenfalls im April 2020, nach Abschluss des Open-House-Verfahrens, kaufte das Bundesgesundheitsministerium 570.000 FFP2-Masken von der Burda GmbH, dem Arbeitgeber von Daniel Funke, dem Ehemann von Jens Spahn. Im Juni 2024 wurde bekannt, dass der Bund 2,3 Milliarden Euro nachträglich an Lieferanten von Corona-Masken zahlen muss, weil diese geklagt hatten und das Urteil zu ihren Gunsten ausgefallen war. Es wird geschätzt, dass diese Summe noch bis 3,5 Milliarden Euro steigen könnte. Der Bundesrechnungshof kritisierte die Beschaffung der Masken im Nachhinein ebenfalls als „ineffizient und unwirtschaftlich“.
Ein Gutachten der von Spahns Nachfolger im Amt des Bundesministers für Gesundheit Karl Lauterbach (SPD) eingesetzten Sonderermittlerin Margaretha Sudhof (SPD) zur Maskenaffäre lag Anfang Juni 2025 dem Rechercheverbund von NDR, WDR und Süddeutscher Zeitung in Auszügen vor. Aus den 170 Seiten gehe hervor, dass durch Spahns Maskenbeschaffung mutmaßlich ein Milliardenschaden entstanden ist. Unter anderem habe Spahn dem Logistikunternehmen Fiege ohne Ausschreibung einen Auftrag zur Maskenbeschaffung erteilt. Dieser sei ergangen, obwohl das eigentlich für die Logistik zuständige Beschaffungsamt des Innenministeriums Spahn vor Fiege gewarnt habe. Das Beschaffungsvorhaben habe nicht funktioniert; dadurch sei großer Schaden entstanden. Weshalb Spahn sich so stark für das Unternehmen aus seiner münsterländischen Heimat einsetzte, ist nicht geklärt. In einem Spiegel-Interview, das im Sudhof-Bericht erwähnt wird, sagte Spahn 2021 dazu, „dass es wesentlich besser funktioniert, wenn das Angebot von jemand kommt, den man kennt und einschätzen kann“. Das Sudhof-Gutachten wurde 2025 fertiggestellt, jedoch initial nicht veröffentlicht. Bundesgesundheitsministerin Nina Warken (CDU) weigerte sich zunächst, den Bericht dem Bundestag vorzulegen, was Opposition und Teile der Medien kritisierten. Im Juni 2025 wurde der vollständige Bericht durch das Portal FragDenStaat veröffentlicht. Nina Warken legte den Bericht dem Haushaltsausschuss des Bundestags in geschwärzter Form vor. Am 25. Juni 2025 stand Spahn dem Haushaltsausschuss Rede und Antwort. Warken warf dem Sudhof-Gutachten methodische Mängel vor. Politiker der Opposition forderten Spahns Rücktritt und erklärten, Spahn stehe im Verdacht des „Machtmissbrauchs im Amt“.

### Umgang mit der AfD
Spahn forderte im Frühjahr 2025, die AfD bei Verfahren und Abläufen im Parlament sowie in den Bundestagsausschüssen so zu behandeln wie jede andere Oppositionspartei. Zu diesem Zeitpunkt wurde die AfD vom Bundesamt für Verfassungsschutz bereits als rechtsextremistischer Verdachtsfall bewertet. Spahns Vorstoß stieß auf heftige Kritik, teilweise auch aus der Unionsfraktion.

## Mitgliedschaften und ehrenamtliches Engagement
- Gastmitglied des Präsidiums der Mittelstands- und Wirtschaftsvereinigung (MIT) seiner Partei sowie im Parlamentskreis Mittelstand der CDU/CSU.
- Mitglied der Ludwig-Erhard-Stiftung.
- Mitglied der Deutsch-Atlantischen Gesellschaft, hat 2014 das Young Leader-Programm der Atlantik-Brücke durchlaufen.[223] Zudem ist er ein Young Global Leader des Weltwirtschaftsforums.[224]
- Vorsitzender der Europabrücke Rheine e. V.
- 2015 war er bis zum 22. Juni 2015 Mitglied des Verwaltungsrats der Sparkasse Westmünsterland.
- 2015 war er Vorsitzender des Beirats für Gesundheit der CDU-nahen Gesellschaft zum Studium strukturpolitischer Fragen, die sich für eine Politik mit dem „Ordnungsrahmen der Sozialen Marktwirtschaft“[225] einsetzt.[226]
- Beiratsmitglied von Jugend gegen AIDS, unterstützt Spahn eine von Jugendlichen initiierte und geführte Initiative, die „Aufklärungs- und Präventionsarbeit auf Augenhöhe“ betreibt.[227]
- Mitglied im Beirat des American Jewish Committee e. V. (AJC) Berlin.[228]
- war Mitglied im Stiftungsbeirat der Deutschen AIDS-Stiftung.[229]
- Mitglied der Trilateralen Kommission[230]

## Kabinette
- Kabinett Merkel IV (Bundesminister für Gesundheit, 2018 bis 2021)

## Veröffentlichungen
- Jens Spahn (Mitautor): Demographischer Wandel und Gesundheit: Lösungsansätze und Perspektiven. Herder, Freiburg 2014, ISBN 978-3-451-33333-0.
- Jens Spahn (Hrsg.): Ins Offene: Deutschland, Europa und die Flüchtlinge. Herder, Freiburg 2015, ISBN 978-3-451-34997-3.
- Jens Spahn, Markus Müschenich, Jörg F. Debatin: App vom Arzt: Bessere Gesundheit durch digitale Medizin. Herder, Freiburg 2016, ISBN 978-3-451-37508-8.
- Jens Spahn (Mitautor): Wie viel Glaube braucht das Land? Antworten aus Politik, Kirche und Gesellschaft. Herder, Freiburg 2017, ISBN 978-3-451-37846-1.
- Jens Spahn (Mitautor): Die Zukunftsmacher: #Deutschland 2029 / 40 kluge Köpfe unter 40 und wohin sie unser Land führen wollen. Econ, Berlin, 2017, ISBN 978-3-430-20248-0.
- Jens Spahn (Geleitwort): APS-Weißbuch Patientensicherheit: Sicherheit in der Gesundheitsversorgung: neu denken, gezielt verbessern. MWV Medizinisch Wissenschaftliche Verlagsgesellschaft, Berlin, 2018, ISBN 978-3-95466-410-8.
- Jens Spahn, Olaf Köhne, Peter Käfferlein: Wir werden einander viel verzeihen müssen: Wie die Pandemie uns verändert hat – und was sie uns für die Zukunft lehrt. Innenansichten einer Krise. Heyne, München 2022, ISBN 978-3-453-21844-4.

## Dokumentarfilm
- Aljoscha Pause: Second Move Kills – 5 Jahre mit Jens Spahn. Deutschland 2022, 9-teilig, Erstausstrahlung ab dem 2. November 2022 auf RTL+.[231]